# Иван Илиев (Дедино)
Вижте пояснителната страница за други личности с името Иван Илиев.
Иван Илиев е български революционер, малешевски войвода на Вътрешната македоно-одринска революционна организация.

## Биография
Роден е в 1850 година в радовишкото село Дедино, тогава в Османската империя, днес в Северна Македония. Влиза във ВМОРО и в 1902 година оглавява чета на организацията в Малешево.
След като родният му край попада в Сърбия след Междусъюзническата война в 1913 година продължава революционната си дейност. На 16 март 1915 година е погребан жив заедно с двамата си синове от сръбските власти.